# Hans-Joachim Zimmermann (Politiker)
Hans-Joachim Zimmermann (* 4. Juli 1925 in Wormditt, Ostpreußen; † 16. Juni 2009 in Norderstedt) war ein deutscher Politiker (CDU).

## Leben
Zimmermann besuchte die Volksschule und die Oberschule und machte das Abitur. Am 19. Januar 1943 beantragte er die Aufnahme in die NSDAP und wurde zum 20. April desselben Jahres aufgenommen (Mitgliedsnummer 9.447.010). Er war während des Zweiten Weltkriegs aktiver Fahnenjunker und Leutnant. Nach dem Krieg begann er eine Lehre als Maurer und Stuckateur mit dem Ziel, Architekt zu werden. Nach einer schweren Erkrankung wurde er Rechtspfleger-Anwärter im Justizdienst des Landes Schleswig-Holstein und Justizamtmann beim Amtsgericht Norderstedt.
Zimmermann war ehrenamtlicher Stadtrat der Stadt Norderstedt und Vorsitzender der CDU-Fraktion in der Stadtvertretung Norderstedt. Am 29. Juni 1971 rückte er in den Landtag von Schleswig-Holstein nach. Diesem gehörte er noch bis 1987 als direkt gewählter Abgeordneter im Landtagswahlkreis Norderstedt an.